# 屏科大研究生朱清麟失聯事件
|  |

2020年8月13日，臺灣國立屏東科技大學植物醫學系研究生朱清麟至高雄市桃源區溪南山、石山一帶採集昆蟲標本，後於當日失蹤。搜救行動於當年8月28日中止，迄今仍未知其下落。

## 背景
台中人，至屏科大就讀植物醫學系，並攻讀碩士完成學業，是為應屆畢業生。

## 概要
朱清麟和學弟於8月13日上山採集昆蟲標本，自行前往桃源石山林道附近活動，兩人原本約定當天晚上在特有生物中心會合，但學弟苦等整晚不見朱返回，隔日向高市消防局通報協尋。

## 搜救
消防局第六大隊郭沐龍組長表示，整個搜救行動從14日持續兩周到28日，一共出動589人次，結合消防、國軍、民間搜救隊之力在藤枝森林遊樂區溪南山山域一帶進行搜索。

### 自費搜救
家屬後續請了5名山青繼續探索4天，仍無所獲。

## 歷程
山區天氣不穩定，中午過後時常下雨甚至是起霧。在15、16、17三日申請直升機高空搜索，但無進展。22日傳出國軍吉普車搜救翻覆意外另輕颱巴威外圍環流影響，搜救受阻饒。

## 行蹤
9點55分進入出雲山管制站，11點多有人目擊他騎機車抵達石山林道6.5公里處的特有生物研究保育中心中海拔試驗站（今生物多樣性研究所藤枝研究中心，地址為寶山巷200號），13點多到溪南山三叉路口。後無音訊。

## 懸賞
朱父表示願贊助尋獲者三十萬新台幣，不論生死，然數年來均未果。2024年4月，家屬撤下尋人獎金的公告，並向四年來協助搜救與轉發尋人啟事的各界人士致謝。

## 相關地點
- 溪南山 海拔2650公尺
- 石山 海拔2813公尺
- 秀湖 海拔2290公尺
- 尺山 海拔1968公尺
- 小田原山 海拔1335公尺
- 東藤枝山 海拔1806公尺
- 藤枝國家森林遊樂區

### 道路河流
- 馬里山溪
- 石山林道
- 石山林道支線

## 相關事件
- 張博崴山難